# Distritos de Seul
Os Distritos de Seul são os vinte e cinco gu ("distritos"; 구; 區) que compreendem Seul, a capital da Coreia do Sul. Os gu variam muito em área (de 10 a 47 km²) e população (de menos de 140.000 a 630.000). Songpa é o mais populoso, enquanto que Seocho possui a maior área. Gu são semelhantes aos boroughs de Londres ou Nova Iorque. O governo  de cada distrito lida com muitas das funções que são controladas por governos municipais em outras jurisdições. Essas divisões administrativas têm destaque pelo fato que cada gu possui seu próprio conselho legislativo, prefeito e cidades irmãs.
Cada gu é ainda dividido em dong ou bairros. Alguns gu possuem somente alguns dong, enquanto outros (como Jongno-gu) possuem um grande número de bairros.

## Lista por população e área
| Nome                                 | População | Área       | Densidade populacional |
| ------------------------------------ | --------- | ---------- | ---------------------- |
| Dobong-gu (도봉구; 道峰區)           | 381.732   | 20,8 km²   | 18.353 /km²            |
| Dongdaemun-gu (동대문구; 東大門區)   | 367.596   | 14,2 km²   | 25.887,0 /km²          |
| Dongjak-gu (동작구; 銅雀區)          | 404.872   | 16,35 km²  | 24.762 /km²            |
| Eunpyeong-gu (은평구; 恩平區)        | 442.604   | 29,7 km²   | 14.902 /km²            |
| Gangbuk-gu (강북구; 江北區)          | 340.765   | 23,6 km²   | 14.439 /km²            |
| Gangdong-gu (강동구; 江東區)         | 472.244   | 24,587 km² | 19.207 /km²            |
| Gangnam-gu (강남구; 江南區)          | 556.964   | 39,55 km²  | 14.083 /km²            |
| Gangseo-gu (강서구; 江西區)          | 557.373   | 41,4 km²   | 13.463,1 /km²          |
| Geumcheon-gu (금천구; 衿川區)        | 256.966   | 13,01 km²  | 19.751,4 /km²          |
| Guro-gu (구로구; 九老區)             | 416.405   | 20,11 km²  | 20.706 /km²            |
| Gwanak-gu (관악구; 冠岳區)           | 522.467   | 29,57 km²  | 17.669 /km²            |
| Gwangjin-gu (광진구; 廣津區)         | 381.568   | 17,05 km²  | 22.379,4 /km²          |
| Jongno-gu (종로구; 鍾路區)           | 165.846   | 23,92 km²  | 6.933 /km²             |
| Jung-gu (중구; 中區)                 | 135.173   | 9,96 km²   | 13.572 /km²            |
| Jungnang-gu (중랑구; 中浪區)         | 440.863   | 18,50 km²  | 23.830,4 /km²          |
| Mapo-gu (마포구; 麻浦區)             | 393.196   | 23,87 km²  | 16.472,4 /km²          |
| Nowon-gu (노원구; 蘆原區)            | 619.509   | 35,44 km²  | 17.481 /km²            |
| Seocho-gu (서초구; 瑞草區)           | 401.858   | 47,14 km²  | 8.525 /km²             |
| Seodaemun-gu (서대문구; 西大門區)    | 355.765   | 17,60 km²  | 20.214 /km²            |
| Seongbuk-gu (성북구; 城北區)         | 460.511   | 24,57 km²  | 18.743 /km²            |
| Seongdong-gu (성동구; 城東區)        | 325.251   | 16,85 km²  | 19.303 /km²            |
| Songpa-gu (송파구; 松坡區)           | 649.888   | 33,89 km²  | 19.176 /km²            |
| Yangcheon-gu (양천구; 陽川區)        | 485.098   | 17,40 km²  | 27.879 /km²            |
| Yeongdeungpo-gu (영등포구; 永登浦區) | 408.819   | 24,56 km²  | 16.646 /km²            |
| Yongsan-gu (용산구; 龍山區)          | 239.235   | 21,87 km²  | 10.939 /km²            |

## Informações gerais
| Nome            | Dong | Imagem                                                                    | Localização | Descrição |
| --------------- | --- | ------------------------------------------------------------------------- | ----------- | --- |
| Dobong-gu       | - Dobong-dong - Banghak-dong - Ssangmun-dong - Chang-dong |                                                                           |             | |
| Dongdaemun-gu   | - Cheongnyangni-dong - Dapsimni-dong - Hoegi-dong - Hwigyeong-dong - Imun-dong - Jaegi-dong - Jangan-dong - Jeonnong-dong - Sinseol-dong - Yongdu-dong |                                                                           |             | |
| Dongjak-gu      | - Bon-dong - Daebang-dong - Dongjak-dong - Heukseok-dong - Noryangjin-dong - Sadang-dong - Sangdo-dong - Sindaebang-dong |                                                                           |             | |
| Eunpyeong-gu    | - Bulgwang-dong - Daejo-dong - Eungam-dong - Galhyeon-dong - Gusan-dong - Jeungsan-dong - Jingwannae-dong - Jingwanoe-dong - Nokbeon-dong - Susaek-dong - Yeokchon-dong |                                                                           |             | |
| Gangbuk-gu      | - Mia-dong - Beon-dong - Suyu-dong - Ui-dong |                                                                           |             | |
| Gangdong-gu     | - Gangil-dong - Godeok-dong - Gil-dong - Dunchon-dong - Myeongil-dong - Sangil-dong - Seongnae-dong - Amsa-dong - Cheonho-dong |                                                                           |             | |
| Gangnam-gu      | - Apgujeong-dong - Cheongdam-dong - Daechi-dong - Dogok-dong - Gaepo-dong - Irwon-dong - Nonhyeon-dong - Samseong-dong - Segok-dong - Sinsa-dong - Suseo-dong - Yeoksam-dong | Ficheiro:Gangnam Station and Samsung Headquarters, Seoul, South Korea.jpg |             | |
| Gangseo-gu      | - Balsan-dong - Banghwa-dong - Deungchon-dong - Gaehwa-dong - Gayang-dong - Gonghang-dong - Gwahae-dong - Hwagok-dong - Magok-dong - Ogok-dong - Osoe-dong - Yeomchang-dong |                                                                           |             | |
| Geumcheon-gu    | - Gasan-dong - Doksan-dong - Siheung-dong |                                                                           |             | |
| Guro-gu         | - Garibong-dong - Gaebong-dong - Gocheok-dong - Guro-dong - Oryu-dong - Cheonwang-dong - Ham-dong - Sugung-dong - Gung-dong - Onsu-dong - Sindorim-dong |                                                                           |             | |
| Gwanak-gu       | - Bongcheon-dong - Namhyeon-dong - Sillim-dong |                                                                           |             | |
| Gwangjin-gu     | - Gwangjang-dong - Gunja-dong - Guui-dong - Hwayang-dong - Mojin-dong - Jayang-dong - Junggok-dong - Neung-dong - Noyu-dong |                                                                           |             | |
| Jongno-gu       | - Cheongun-dong - Hyoja-dong - Sajik-dong - Samcheong-dong - Buam-dong - Pyeongchang-dong - Muak-dong - Gyonam-dong - Gahoe-dong - Ihwa-dong - Hyehwa-dong - Sejongno-dong - Jongno-1.2.3.4 ga-dong - Jongno-5.6 ga-dong - Myeongnyun 3 ga-dong - Changsin 1-dong - Changsin 2-dong - Changsin 3-dong - Sungin 1-dong - Sungin 2-dong |                                                                           |             | Jongno-gu compreende a área que já foi cercada pelos muros da cidade; as estruturas existentes da Namdaemun e Dongdaemun atuaram como entradas. É por isso que Dongdaemun se encontra aqui e não no Dongdaemun-gu. Por ser mais antigo e considerado como sendo o mais importante, Jongno-gu possui um grande número de dong e possui muitas construções históricas e tesouros culturais. |
| Jung-gu         | - Bangsan-dong - Bongnae-dong - Bukchang-dong - Cho-dong - Chungmuro - Da-dong - Euljiro - Gwanghui-dong - Heungin-dong - Hoehyeon-dong - Hwanghak-dong - Inhyeon-dong - Ipjeong-dong - Jangchung-dong - Janggyo-dong - Jeo-dong - Jeong-dong - Jugyo-dong - Juja-dong - Jungnim-dong - Malli-dong - Mugyo-dong - Muhak-dong - Mukjeong-dong - Myeongdong - Namchang-dong - Namdaemunno - Namhak-dong - Namsan-dong - Ojang-dong - Pil-dong - Sallim-dong - Samgak-dong - Seosomun-dong - Sindang-dong - Sogong-dong - Ssangnim-dong - Suha-dong - Sunhwa-dong - Supyo-dong - Taepyeongno - Uijuro - Yegwan-dong - Yejang-dong |                                                                           |             | |
| Jungnang-gu     | - Junghwa-dong - Mangu-dong - Muk-dong - Myeonmok-dong - Sangbong-dong - Sinnae-dong |                                                                           |             | |
| Mapo-gu         | - Gongdeok-dong - A-hyeon-dong - Dohwa-dong - Dae-heung-dong - Yonggang-dong - Hapjeong-dong - Seo-gyo-dong - Sogang-dong - Sinsu-dong - Yeomri-dong - Yeonnam-dong - Mangwon-dong - Seongsan-dong - Sang-am-dong |                                                                           |             | Mapo-gu foi formado em 1944 a partir de porções do Seodaemun-gu e Yongsan-gu. |
| Nowon-gu        | - Gongneung-dong - Hagye-dong - Junggye bone-dong - Junggye-dong - Sanggye-dong - Wolgye-dong |                                                                           |             | |
| Seocho-gu       | - Seocho-dong - Jamwon-dong - Banpo-dong - Bangbae-dong - Yangjae-dong - Umyeon-dong - Wonji-dong - Naegok-dong - Yeomgok-dong - Sinwon-dong |                                                                           |             | |
| Seodaemun-gu    | - Daesin-dong - Bongwon-dong - Daehyeon-dong - Sinchon-dong - Bukgajwa-dong - Bugahyeon-dong - Changcheon-dong - Cheonyeon-dong - Hyeonjeo-dong - Naengcheon-dong - Yeongcheon-dong - Okcheon-dong - Chungjeongno-dong - Hap-dong - Migeun-dong - Hongeun-dong - Hongje-dong - Namgajwa-dong - Yeonhui-dong |                                                                           |             | |
| Seongbuk-gu     | - Anam-dong - Bomun-dong - Donam-dong - Dongseon-dong - Dongsomun-dong - Gireum-dong - Jangwi-dong - Jeongneung-dong - Jongam-dong - Samseon-dong - Sangwolgok-dong - Seokgwan-dong - Seongbuk-dong - Wolgok-dong - Hawolgok-dong |                                                                           |             | |
| Seongdong-gu    | - Doseon-dong - Hongik-dong - Eungbong-dong - Haengdang-dong - Geumho-dong - Majang-dong - Oksu-dong - Sageun-dong - Seongsu 1ga 1 dong - Seongsu 1ga 2 dong - Seongsu 2ga 1-dong - Seongsu 2ga 3-dong - Songjeong-dong - Yongdap-dong - Wangsimni-dong - Sangwangsimni-dong - Hawangsimni-dong |                                                                           |             | |
| Songpa-gu       | - Jamsil-dong - Jangji-dong - Samjeon-dong - Seokchon-dong - Garak-dong - Macheon-dong - Munjeong-dong - Geoyeo-dong - Ogeum-dong - Bangi-dong - Songpa-dong - Pungnap-dong - Oryun-dong - Sincheon-dong |                                                                           |             | |
| Yangcheon-gu    | - Mok-dong - Sinjeong-dong - Sinwol-dong |                                                                           |             | |
| Yeongdeungpo-gu | - Dangsan-dong - Daerim-dong - Dorim-dong - Mullae-dong - Singil-dong - Yangpyeong-dong - Yeongdeungpo-dong - Yeouido-dong |                                                                           |             | |
| Yongsan-gu      | - Cheongpa-dong - Hanganro-dong - Hannam-dong - Huam-dong - Hyochang-dong - Ichon-dong - Itaewon - Namyoung-dong - Seobinggo-dong - Wonhyoro-dong - Yongmun-dong - Yongsan-dong |                                                                           |             | |